# هولي باتلر
هولي باتلر (بالإنجليزية: Holly Butler)‏ هي ترفيهية أمريكية، ولدت في 19 أكتوبر 1957 في سيريس في الولايات المتحدة.

## وصلات خارجية
- هولي باتلر على موقع ميوزك برينز (الإنجليزية)